# جبل بازاردوزو
{{ص.م جبل
| خريطة طبوغرافية = Azerbaijan
| حجم خريطة الموقع =
| الإحداثيات = جبل بازاردوزو ( (بالإنجليزية: Mount Bazardüzü)‏ (بالأذرية: Bazardüzü dağı)‏، Azerbaijani pronunciation:  ؛ Lezgian   ؛ (بالروسية: Базардюзю)‏، (بالروسية: bəzərdʲʉˈzʲu)‏
 هي قمة جبلية في سلسلة جبال القوقاز الكبرى على الحدود بين داغستان وأذربيجان، وتُعد أعلى قمة في أذربيجان حيث يصل إلى 4,467 متر (14,656 قدم) فوق مستوى سطح البحر، ويقع في منطقة قوسار، كما يقع أقصى جنوب داغستان على بعد حوالي سبعة كيلومترات جنوب غرب قمة الجبل.

## تسلق الجبل
كان بيكر وييلد هما أول رجلين تسلقا الجبل عام 1890 عندما تم تحطيم الأرقام القياسية بالصعود الأول، يعتبر الصيف أنسب فترة لتسلق القمة، هناك طريقان للجبل: أحدهما من الشمال الشرقي والآخر من الجنوب الغربي، في الشمال الشرقي يمكن أن تبدأ التسلق من قريتي خيناليغ (منطقة جوبا) ولازا (منطقة جوسار)، بينما يبدأ الطريق الجنوبي الغربي من المركز الإقليمي لجابالا من قريتين: الأولى هي لازا (التي تحمل الاسم نفسه في جوسار) والأخرى هي جامارفان.

## روابط خارجية
- «بازار ديوزي، أذربيجان / روسيا» على Peakbagger